# Sita Ram Goel
Rita Ram joel (16 de outubro de 1921, Harianá - 3 de dezembro de 2003) foi uma escritora, historiadora e ativista política indiana. Durante os anos 40, teve inclinações marxistas, porém mais tarde tornou-se abertamente anticomunista, tendo escrito bastante sobre os danos provocados à cultura e heranças indianas pelo islamismo expansionista e pelas atividades missionárias do cristianismo. Posteriormente tornou-se comentador da política indiana, e aderiu ao nacionalismo índio .

## Obras
- Hindu Society under Siege (1981, revised 1992) ISBN 8185990670
- The Story of Islamic Imperialism in India (1982; second revised edition 1994) ISBN 8185990239
- How I Became a Hindu (1982, enlarged 1993) ISBN 8185990050 [5]
- Defence of Hindu Society (1983, revised 1987) ISBN 8185990247
- The Emerging National Vision (1983)
- History of Heroic Hindu Resistance to Early Muslim Invaders (1984; 2001) ISBN 8185990182
- Perversion of India's Political Parlance (1984) ISBN 8185990255
- Saikyularizm, Râshtradroha kâ Dûsrâ Nâm (Hindi: "Secularism, another name for treason", 1985)
- Papacy, Its Doctrine and History (1986)
- The Calcutta Quran Petition by Chandmal Chopra and Sita Ram Goel (1986, enlarged 1987 and again 1999) ISBN 8185990581
- Muslim Separatism - Causes and Consequences (1987) ISBN 8185990263
- Catholic Ashrams, Adapting and Adopting Hindu Dharma, edited by S.R. Goel (1988, enlarged 1994 with new subtitle: Sannyasins or Swindlers?) ISBN 8185990158
- History of Hindu-Christian Encounters (1989, enlarged 1996) ISBN 8185990352
- Hindu Temples - What Happened to Them (1990 vol.1 ISBN 8185990492; 1991 vol.2 ISBN 8185990034, enlarged 1993)
- Genesis and Growth of Nehruism (1993)
- Jesus Christ: An Artifice for Aggression (1994)
- Time for Stock-Taking (1997), (critical of the RSS and BJP)
- Preface to the reprint of Mathilda Joslyn Gage: Woman, Church and State (1997, ca. 1880), (feminist critique of Christianity)
- Vindicated by Time: The Niyogi Committee Report (edited by S.R. Goel, 1998), a reprint of the official report on the missionaries' methods of subversion and conversion (1955)
- Freedom of expression - Secular Theocracy Versus Liberal Democracy (1998, edited by Sita Ram Goel) ISBN 8185990557
- India’s only communalist: In commemoration of Sita Ram Goel; Edited by Koenraad Elst; Voice of India, New Delhi. (2005)